# جون جوفني (رسام فرنسي)

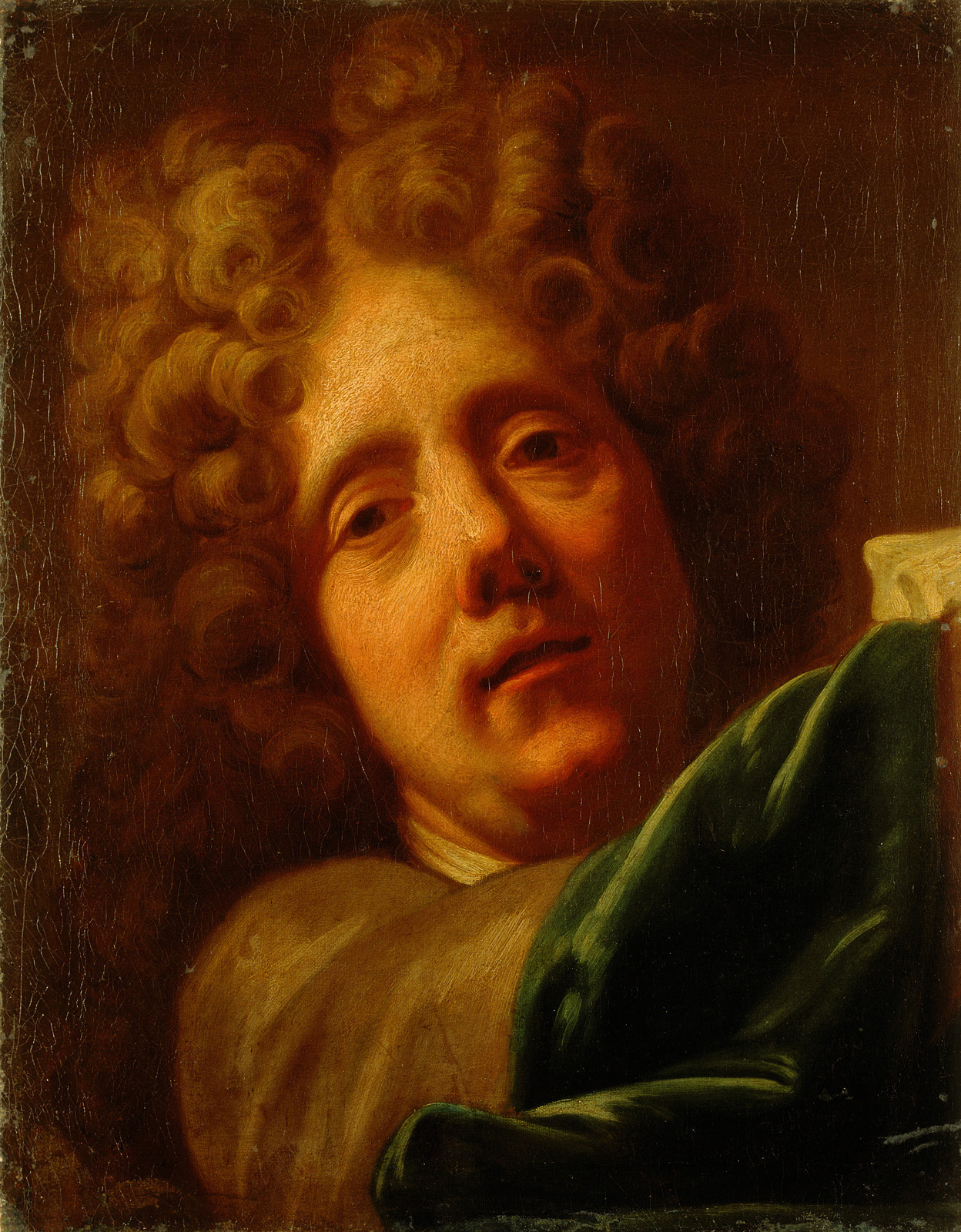
Self-portrait

جون جوفني (بالفرنسية: Jean Jouvenet)‏ هو رسام فرنسي ولد في عام 1644 وتوفي في عام 1717. رسم خصوصا الكثير في المواضيع الدينية.

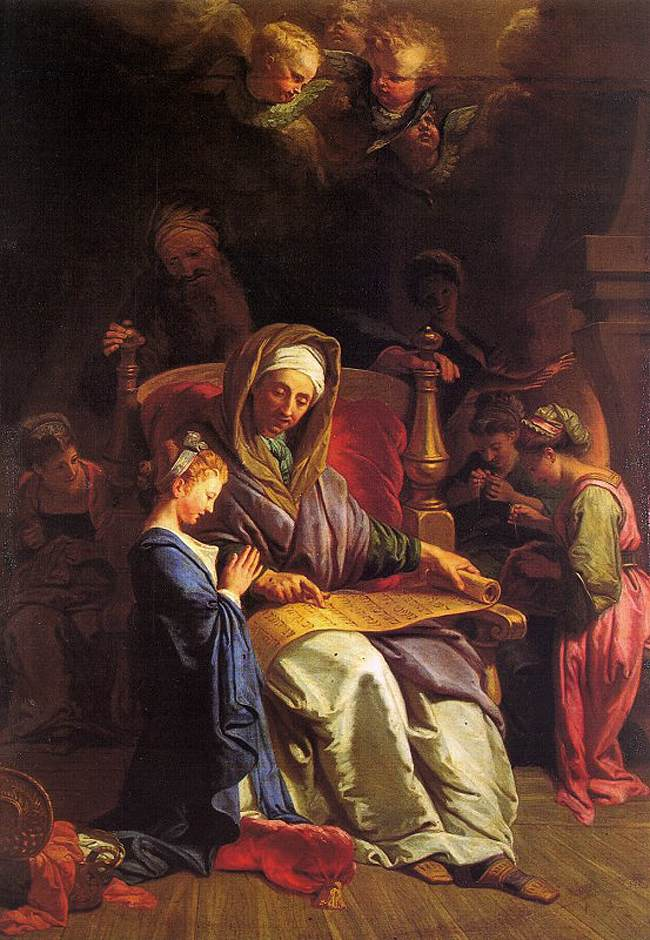
The Education of the Virgin (1700)
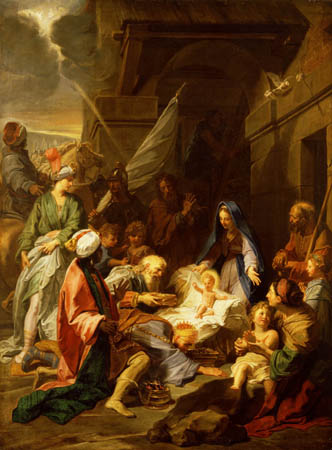
Adoration of the Magi
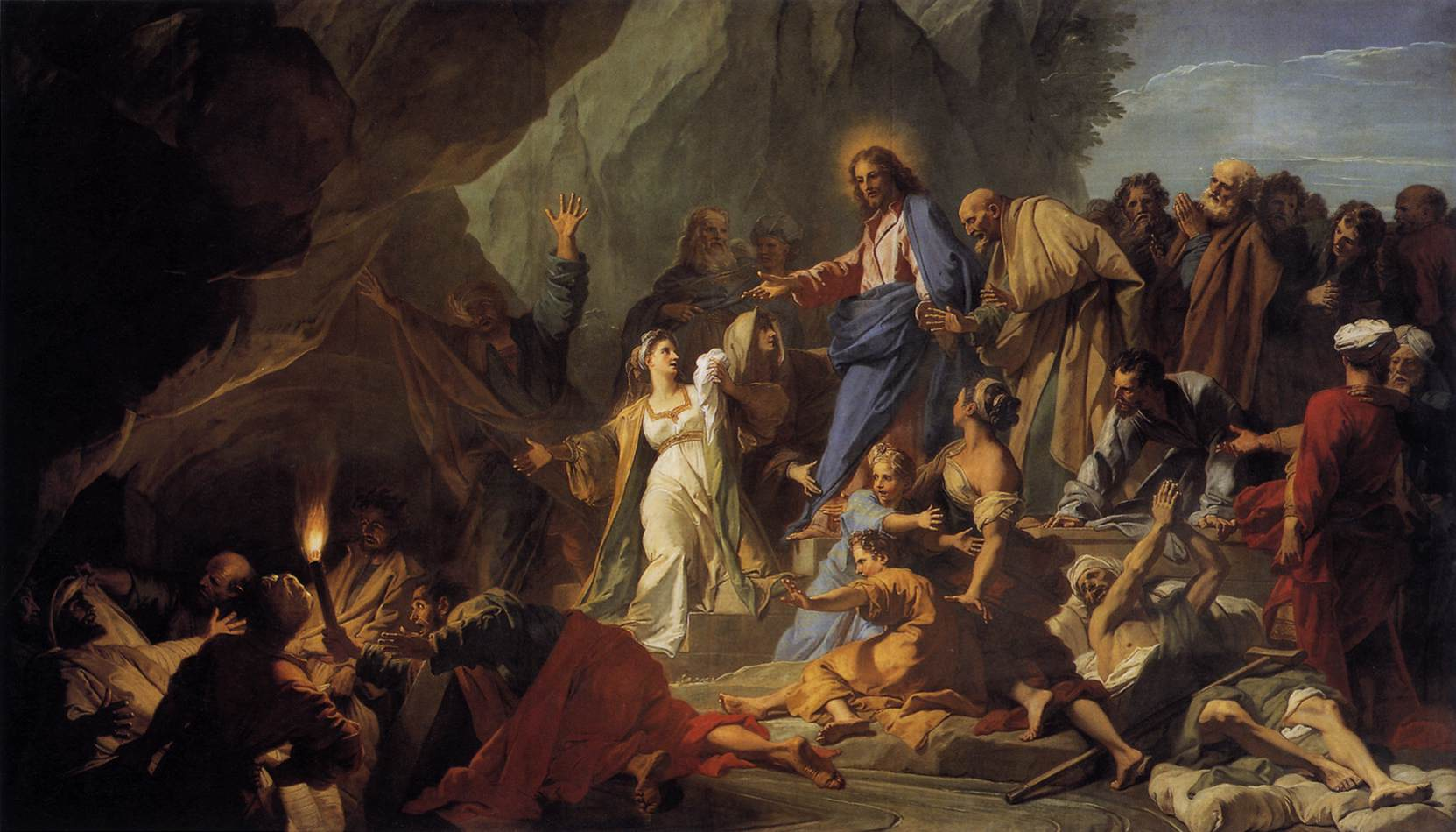
The Raising of Lazarus (1706)
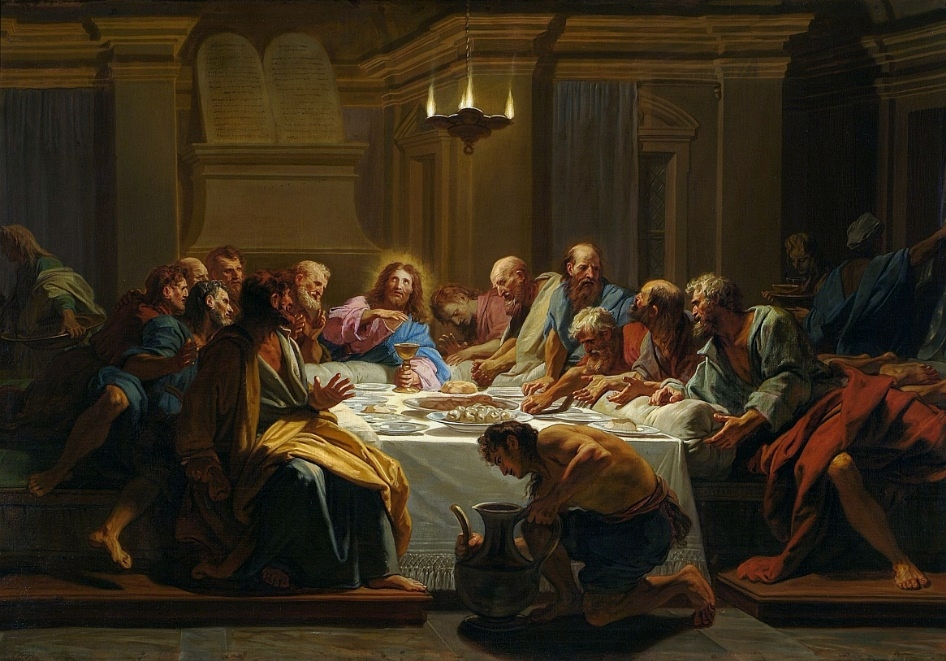
Last Supper
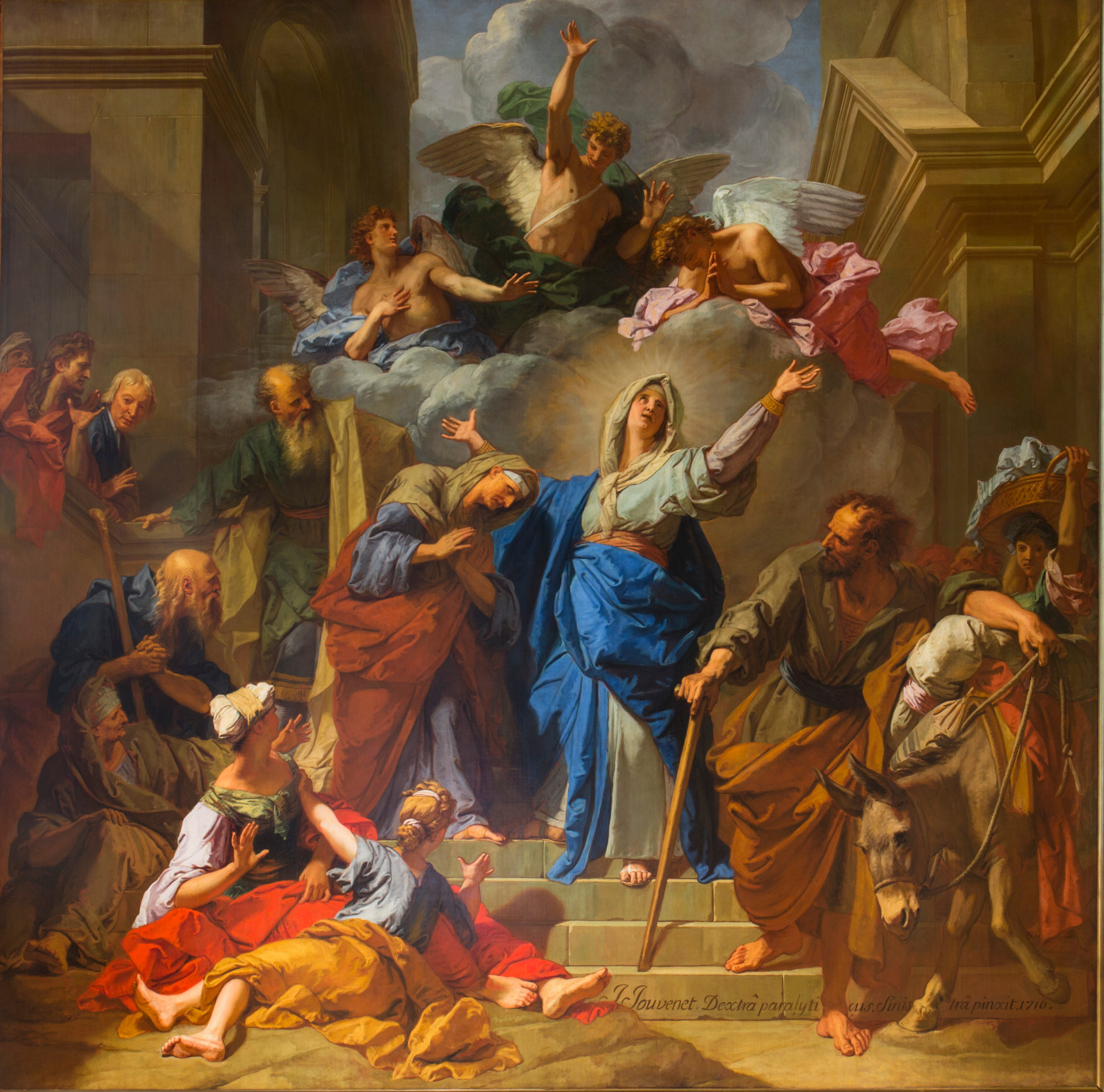
Visitation de la Vierge (1716)
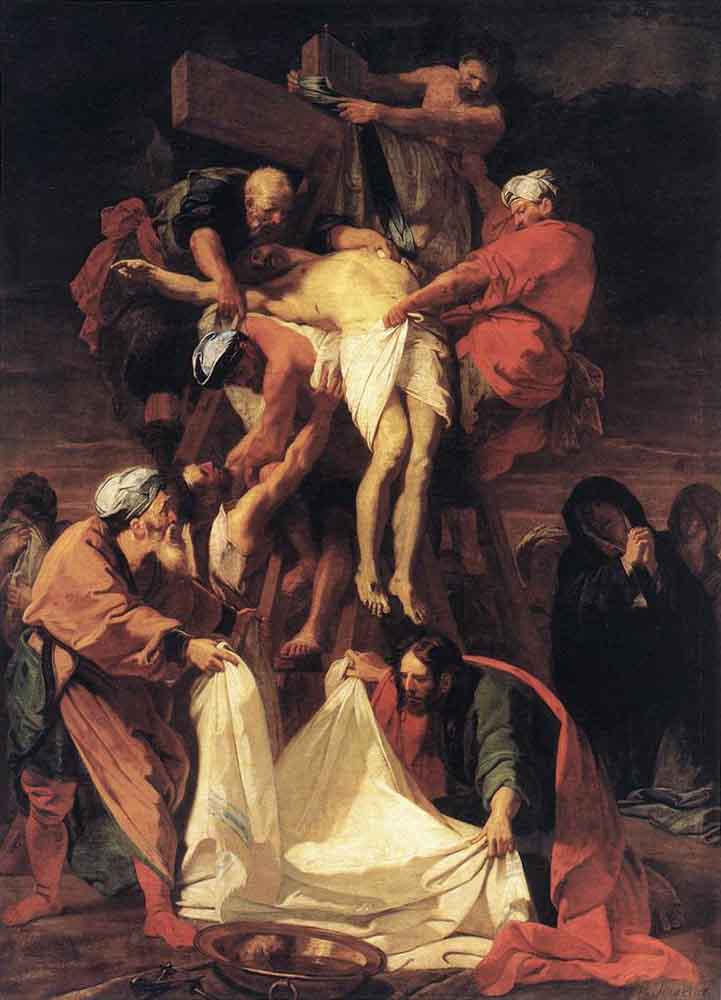
النزول من الصليب (1697)
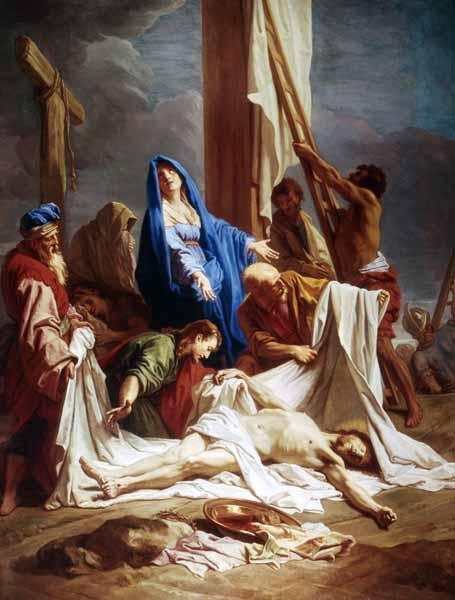
The Deposition (1709)
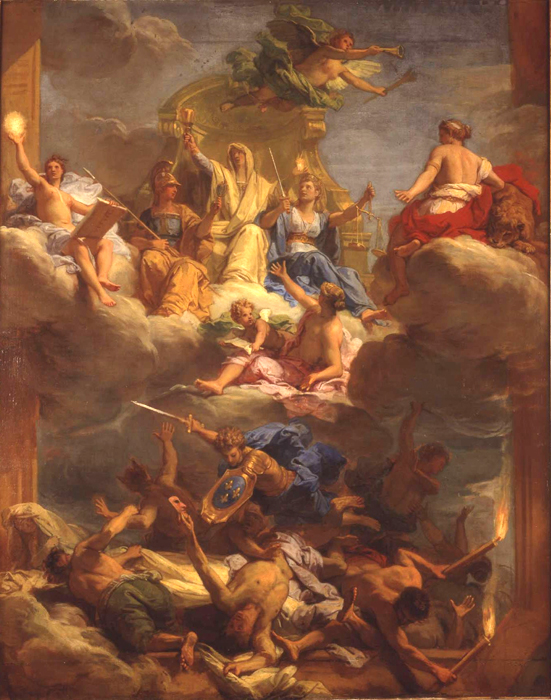
The Triumph of Justice (1713)